# Eleanor Fortescue-Brickdale
Eleanor Fortescue-Brickdale (Upper Norwood, Surrey; 25 de enero de 1872 – Londres; 10 de marzo de 1945) fue una pintora británica, una de las últimas exponentes del prerrafaelismo, el cual prolongó hasta el siglo XX.

## Biografía
De origen británico, nació en Upper Norwood, Surrey en 1872 y falleció en Londres en 1945. Se dedicó a la pintura, siendo una de las últimas aportadoras al movimiento del prerrafaelismo. 
Hija de Sarah Anna Lloyd y Mathew Inglett Fortescue-Brickdale. Tuvo tres hermanos de los cuales el mayor, Charles, quien había accedido a la escuela de pintura de John Ruskin, sirvió de inspiración para Eleanor, que terminaría por desarrollar su propia tarea como pintora tras estudiar y practicar en casa con su hermano.
Fue una de las excepciones entre las muchas pintoras femeninas, ya que alcanzó fama durante su vida, así como buenas críticas por parte de otros artistas, tales como G.F. Watts, quien declaró: “Siento la necesidad de arrojar mi paleta y pinceles. ¿Qué son mis obras ante las de esta gran artista?”.
A temprana edad comenzó a desarrollar una gran capacidad para dibujar. En primera instancia estudio bajo los principios artísticos de la crítica de John Ruskin, ayudada por si hermano Charles, aunque posteriormente consiguió acceder al Crystal Palace School of Art con tan solo 17 años. Tras tres intentos consiguió ser aceptada en la Royal Academy; quizás la demora se debe a su reticencia a admitir a mujeres, a pesar de estar permitida su admisión en esta academia desde 1860.
Existen varios testimonios que ponen de manifiesto que Brickdale consiguió revivir el estilo prerrafaelita en pintura a finales del XIX, y fue considerada como la última superviviente de los pintores finales de este grupo. 
Durante su vida gozó de una carrera exitosa como artista; trabajó como pintora e ilustradora para su estudio en Kensington durante más de 30 años. En 1902, abrió su propio estudio y se convirtió en la primera mujer en formar parte del Royal Institute of Oil Painters. A su vez, fue elegida como miembro de la Royal Watercolour Society (RWS) en 1919. Se encargó del trabajo de ilustración de numerosas obras de la literatura inglesa y colaboró y realizó carteles aludiendo al ingreso de Inglaterra en La Primera Guerra Mundial y el diseño de variadas pancartas de tipo patriótico.
Eleanor invirtió gran parte de su vida en viajar por diferentes lugares de Europa en busca de inspiración, sobre todo por Francia e Italia, para hallar en los clásicos ideas para definir su estilo. También se dedicó a impartir clases de arte en la Byam School of Art, y al diseño de vidrieras. 

## "The Deceitfulness of Riches"
El trabajo de esta artista se vio influido por el gusto prerrafaelita de Dante Gabriel Rosseti o William Holman Hunt. En sus obras predomina el uso de joyería de un colorido muy dinámico y vibrante, una característica muy representativa en la pintura del XIX. Véase, por ejemplo su pintura alegórica conocida como “The Deceitfulness of Riches” (Lo engañoso de las riquezas, en español), la cual fue exhibida por primera vez en la Royal Academy en 1901, y tras esta última se incluyó en la exposición titulada “Such Stuff as Dreams are made of” en 1902, lo cual era una referencia a la obra de Shakespeare llamada La Tempestad. Era muy común encontrar pintores/as que se vinculan a la visión de escritores y poetas de renombre; se toman sus mismas ideas y representaciones para llevarlos a su campo de expresión; en unos casos se emplea la escritura y en otros la representación pictórica. 
El simbolismo que se esconde tras esta escena fue altamente debatida por sus contemporáneos. En la actualidad, incluso, su profunda significación continúa expuesta a múltiples interpretaciones.
En lo referido a la escena, encontramos a una princesa sentada en un majestuoso jardín acariciando a un gato que descansa sobre su pecho. Junto a ella, en la zona derecha, se encuentra su asistenta recelosa que parece aislarla de lo que acontece en el mundo exterior. En la parte superior izquierda del cuadro se observa a un personaje joven tratando de hablar, pero su voz es ignorada por los personajes, que no pueden escucharla dado que otro de los sirvientes, situado muy próximo a la princesa, está tocando un instrumento. Una segunda asistenta en la zona de la derecha avanza en silencio tratando de observar lo que ocurre de manera sigilosa. 
En una tabla decorativa colocada por detrás de la princesa en la zona superior,  hay una representación de una figura santa, de tal manera que tanto la princesa como esta última se dan la espalda. 

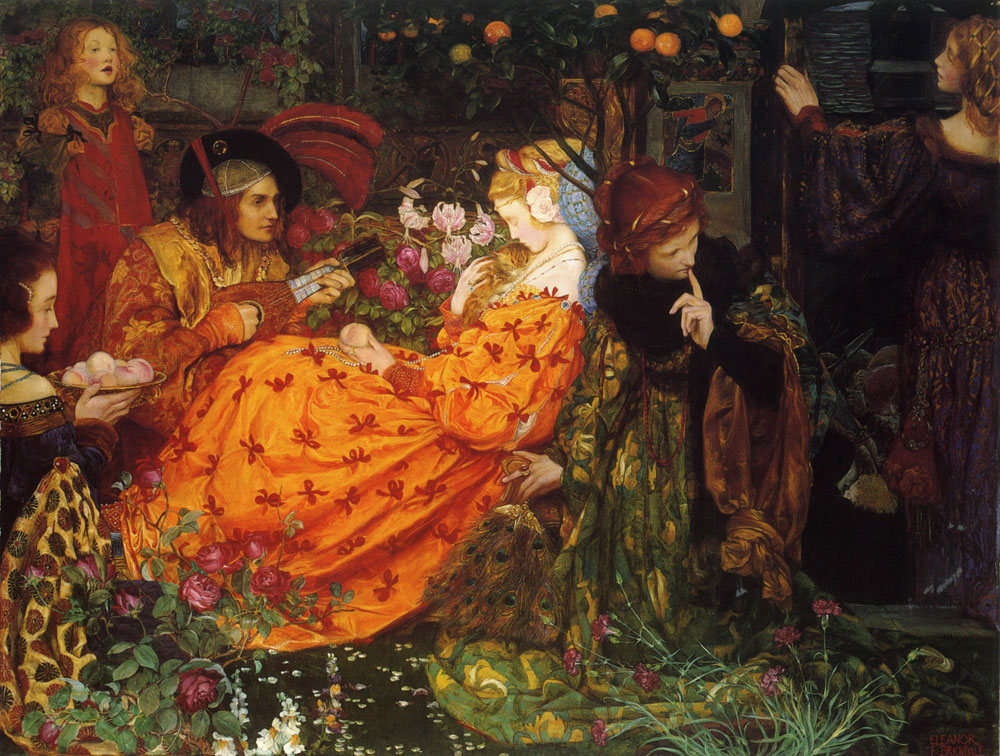
"The Deceitfulness of Riches"

Del mismo modo que el gato, la figura de la princesa permanece indolente y aislada del mundo que le rodea, creando una falsa sensación de seguridad y comodidad idílica, a pesar de que esta misma muestra una expresión facial que podría interpretarse como tristeza o nostalgia. Es posible que el único personaje cuyas intenciones inspiran confianza para ella sea ese gato que descansa sobre su pecho.
La mayoría de las obras de Brickdale representan temas literarios, además, se dedicó a la ilustración de poemarios, en algunos casos. Según M.H. Dixon, esta obra fue "traducida a cientos de significados diferentes y torturada por  aquellos que visitaban la Burlington House, donde se encontraba." En este mismo artículo publicado en 1902 en la Magazine of Art, se ponía de manifiesto la siguiente interpretación: se trata de una poderosa princesa vestida con un traje naranja, que se representa cuidadosamente vigilada por sus celosos ayudantes, quienes la encierran totalmente del mundo exterior.
No se trata de una prisionera voluntaria u obligada custodiada en un lujoso lugar, simplemente ignora o desconoce las circunstancias, se muestra indiferente. Se trata de una joven cuya existencia se ve aislada por ofrendas como flores, fruta, y la música del laúd. Se puede interpretar como un símbolo del otro mundo y también como el revivir de los principios del prerrafaelismo a finales de siglo, según algunas opiniones.
Con respecto a aspectos de la técnica; si atendemos al color, la habitación  y el ambiente se ve iluminado por el mismo. Los ardientes carmesíes, junto con los verdes tan definidos, el brillo que aportan los colores aplicados a las rosas, todos ellos sobresalen de su propio marco. Algunos detalles pueden recordar a las gemas pintadas por Rossetti, son vívidas y delicadas.
La riqueza del color, junto con la lograda elaboración técnica de esta obra fue comentada en la Spectator’s review de 1901 en la Royal Academy. Se refieren a esta pieza como hermosa por su variedad cromática, además se habla de la ejecución, la cual sugiere un buen trabajo de esmaltado y conocimiento de las condiciones de la pintura al óleo por parte de Brickdale.

## Principales obras
- The Pale Complexion of True Love (1899)
- Head of a tudor girl (1899)
- The wise and foolish virgins (1899)
- The deceitfulness of Riches (1901)
- They toil not, neither do they spin (1903)
- The Little Page (1905)
- The Uninvited Guest (1906)